# Zbigņevs Stankevičs

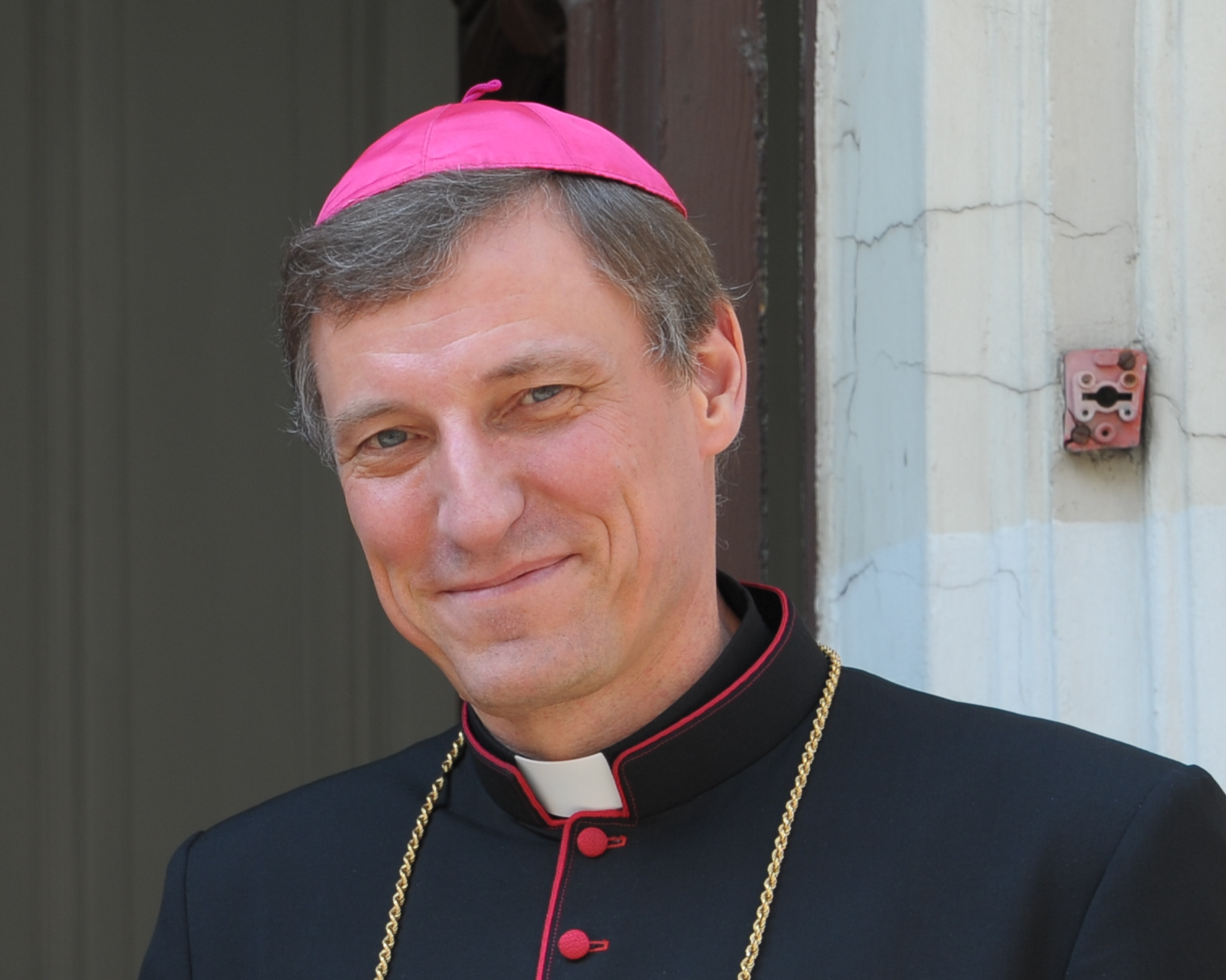
Erzbischof Zbigņevs Stankevičs

Erzbischofswappen

Zbigņevs Stankevičs (* 15. Februar 1955 in Lejasciems, Lettische SSR) ist ein lettischer römisch-katholischer Geistlicher und Erzbischof von Riga.

## Leben
Nach dem Abitur 1973 nahm Zbigņevs Stankevičs ein Ingenieurstudium am Polytechnischen Institut in Riga auf. Als Spezialist für automatische Steuersysteme schloss er dieses 1978 ab und arbeitete bis 1990 in einer Werft.
Im selben Jahr begann er ein Theologiestudium an der Theologischen Fakultät der Katholischen Universität Lublin. Am 16. Juni 1996 wurde er von Jānis Pujats, dem Erzbischof von Riga, zum Priester geweiht. Von 1996 bis 2001 war er als Pfarrvikar in der Seelsorge tätig und Spiritual am Priesterseminar des Erzbistums Riga. 2001 wurde er zum Domvikar an der St. Jakobs-Kathedrale in Riga ernannt. Von seinem Erzbischof nach Rom entsandt, studierte er Fundamentaltheologie an der Päpstlichen Lateranuniversität, wo er zunächst das Lizenziat erwarb und 2008 mit einer Dissertation über Bernhard Welte promoviert wurde. Nach Lettland zurückgekehrt, wurde er Rektor des Priesterseminars des Erzbistums Riga, an dem er zugleich als Professor unterrichtete. 2009 übernahm er außerdem die Leitung des Religionswissenschaftlichen Instituts in Riga.
Am 19. Juni 2010 ernannte Papst Benedikt XVI. Zbigņevs Stankevičs zum Erzbischof von Riga. Am 8. August 2010 wurde er von seinem Amtsvorgänger Jānis Pujats in der St.-Jakobs-Kathedrale zu Riga zum Bischof geweiht. Mitkonsekratoren waren Józef Kowalczyk, Erzbischof von Gniezno, und Luigi Bonazzi, Titularerzbischof von Atella und Apostolischer Nuntius in Litauen, Estland und Lettland.
Zbigņevs Stankevičs ist als Erzbischof von Riga auch Metropolit der drei übrigen lettischen Diözesen Liepāja, Rēzekne-Aglona und Jelgava. Er war Teilnehmer der 16. ordentlichen Generalversammlung der Bischofssynode im Rahmen der Weltsynode.
Seit dem 5. Januar 2025 verwaltet er zudem das vakante Bistum Jelgava als Apostolischer Administrator.

## Wappen
Der Wappenschild zeigt auf rotem Grund eine goldene Taube, das Symbol des Heiligen Geistes, der über der „Terra Mariana“ („Marienland“ – eine im Mittelalter häufig gebrauchte Bezeichnung der baltischen Staaten) herabsteigt. Unter der Wellenlinie auf sandfarbenem Grund in rot die Buchstaben T und M = Terra Mariana und im goldenen Kreis das Christusmonogramm XP – Chi-Rho.
Bedeutung der Farben: Gold = das Göttliche, Göttlichkeit; Rot = Feuer des Heiligen Geistes, Martyrium, Reinigung; Sand = lettischer Boden, Meer und Sand.
Hinter dem Schild stehend das Patriarchenkreuz, darüber der grüne Galero (Bischofshut) mit den jeweils zehn herunterhängenden grünen Quasten (fiocchi). Unter dem Schild das Pallium des Metropoliten.
Sein Wahlspruch lautet: Fortitudo et laus mea Dominus – (Meine Stärke und mein Lobgesang ist der Herr) (Ex 15,2 ).

## Schriften
- Transizione epocale e rivelazione. La modernità come questione teologica nel pensiero di B. Welte. Pontificia Università lateranense, Rom 2008 (Dissertation).
- Dove va l'Occidente? La profezia di Bernhard Welte. Citta nuova, Rom 2009. ISBN 978-88-311-3299-2.